# IBooks
AppleBooks (anteriormente conocida como IBooks) es una aplicación de lectura y almacenamiento de libros electrónicos de Apple Inc. Fue anunciada junto con el dispositivo iPad el 27 de enero de 2010, y está disponible para el iPhone y iPod Touch desde mediados de 2010.
La aplicación recibe principalmente contenido proveniente de iBookstore en el formato ePub, pero es posible agregar archivos ePub locales a través de la sincronización con iTunes. También permite incrustar video. De acuerdo a la información del producto, iBooks permite la lectura en voz alta del contenido, utilizando la tecnología VoiceOver.

## Historia
Los iBooks fueron anunciados junto al iPad en una conferencia de prensa en enero del 2010. Sin embargo, la tienda fue lanzada en Estados Unidos tres días antes que el iPad con la introducción de iTunes 9.1. Esto fue hecho supuestamente para prevenir el tráfico en los servidores de Apple, los cuales se habían subrecargado con el pasado lanzamiento del iPhone. El 8 de abril de 2010, Apple anunció que los iBooks serían actualizados para soportar el iPhone y el iPod Touch con iOS 4. Como resultado de esto, los iBooks no podrían ser soportados por la primera generación de iPhones y iPod Touch.
El 8 de junio de 2010 en la nota principal de la WWDC fue anunciado que los iBooks serían actualizados ese mes para leer archivos PDF, así como para tener la posibilidad de poner notas tanto a los PDf's como a los iBooks.
A partir del 1° de julio, Apple expandió la disponibilidad a Canadá y pronto añadiría más. Aparte de su lanzamiento para aparatos más viejos que funcionaban con iOS 4, tales como el iPhone 3GS y el iPod Touch, los iBooks recibieron críticas por su lento funcionamiento. Sin embargo, una actualización el 19 de julio por parte de Apple ofreció varias mejoras.
Su primera actualización grande fue el 19 de enero de 2012, desde ahí empezó iBooks 2 que vino a traer los libros de texto digitales al mundo, con ellos crearon una nueva categoría en la iBookstore y una nueva aplicación para Mac llamada iBooks author que permite crear los libros de texto para el iPad. En ese momento solo estaba en inglés. 
El iBooks llega actualizado (igual que el iTunes U) el 14 de octubre de 2013, sacando la versión 3.2 donde cambia su diseño para el iOS 7 y deja atrás su antiguo icono y el fondo de madera; modernizándola como el iOS 7.

## Navegación
Los usuarios de la aplicación son capaces de cambiar la fuente (tipo de letra) y el tamaño del texto mostrado, así como ajustar el brillo de la pantalla desde dentro de la aplicación. Los tipos de fuente disponibles son Baskerville, Cochin, Palatino, Times New Roman y Verdana. Se pueden seleccionar palabras, así como buscarlas a través de todo el libro. Las páginas son cambiadas golpeándolas ligeramente o arrastrándolas.

## iBookstore
Se accede a los libros mediante una estantería en la pantalla principal, tocando la biblioteca abre la iBookstore. Desde aquí los usuarios pueden comprar varios libros de Apple. iBooks puede sincronizarse entre dispositivos, por lo que se podría empezar a leer un libro en un dispositivo y continuar desde donde dejó en otro.
Antes de la inauguración del iPad, los editores de Penguin Books, HarperCollins, Simon & Schuster, Macmillan Publishers y El Grupo Editorial Hachette EE. UU. se comprometieron a producir contenidos para la iBookstore. Otros editores fueron invitados a participar el día del anuncio del producto, el 27 de enero de 2010.
La tienda iBookstore utilizaba el formato ePub para los libros que distribuía.